# Polski indeks biotyczny
Polski indeks biotyczny (BMWP-PL) – wskaźnik jakości wód stosowany do monitoringu rzek i jezior w Polsce, zaadaptowany z brytyjskiego indeksu BMWP ((ang.) Biological Monitoring Working Party score). Indeks biotyczny opracowano w celu dostosowania polskich metod biomonitoringu do ujednoliconego systemu stosowanego w Unii Europejskiej. Ramowa dyrektywa wodna Unii Europejskiej wprowadziła nowe podejście do oceny czystości i klasyfikacji wód, kładąc nacisk na ocenę stanu ekologicznego. W konsekwencji wzrosła rola badań biologicznych w monitornigu cieków. Ocena ekologiczna opiera się na zespołach organizmów (fitoplankton, makrofity, fitobentos, makrozoobentos, ryby), które w dyrektywie nazywane są biologicznymi elementami jakości. W polskim indeksie biotycznym uwzględnione są następujące grupy bezkręgowców wodnych:
| Grupa | Takson | Punktacja |
| --- | --- | --------- |
| jętki; chruściki; muchówki | Ameletidae; Glossosomatidae, Molannidae, Beraeidae, Odontoceridae, Leptoceridae; Blephariceridae, Thaumaleidae | 10        |
| jętki, widelnice; ważki; chruściki                                                                                             | Behningiidae; Taeniopterygidae; Cordulegastridae; Goeridae, Lepidostomatidae. | 9         |
| skorupiaki; jętki; widelnice; chruściki; muchówki; sieciarki; chrząszcze                                                       | Astacidae; Oligoneuriidae, Heptageniidae (rodzaje Epeorus, Rhithrogena); Capniidae, Perlidae, Chloroperlidae; Philopotamidae; Athericidae; Osmylidae; Psephenidae | 8         |
| jętki; widelnice; ważki; chruściki, chrząszcze, pluskwiaki; ślimaki; małże; gąbki, nitnikowce; skorupiaki, sieciarki, muchówki | Siphlonuridae, Leptophlebiidae, Potamanthidae, Ephemerellidae, Ephemeridae, Caenidae; Perlodidae, Leucridae; Calopterygidae, Gomphidae; Rhyacophilidae, Brachycentridae, Sericostomatidae, Limnephilidae; Elmidae; Aphelocheiridae; Viviparidae; Unionidae; Dreissenidae; Spongillidae; Gordiidae; Pontoporeidae; Sisyridae; Rhagionidae                                                                       | 7         |
| pijawki; skorupiaki; jętki; widelnice; ważki; chruściki; muchówki; ślimaki; wypławki wodne; mszywioły; pajęczaki               | Piscicolidae; Gammaridae, Corophiidae; Baetidae, Heptageniidae (z wyjątkiem rodzajów Epeorus i Rhitrogena); Nemouridae; Platycnemididae, Coenagrionidae, Aeshnidae, Corduliidae;Hydroptilidae, Polycentropodidae, Ecnomidae; Limoniidae, Simuliidae, Empididae, Dixidae, Pedicidae; Neritidae, Bithyniidae, Acroloxidae; Dendrocoelidae, Dugesiidae, Planariidae, inne Turbellaria; wszystkie Bryozoa; Araneae | 6         |
| skorupiaki; chruściki; chrząszcze; pluskwiaki; chruściki; muchówki; ślimaki, ważki, wieloszczety                               | Cambaridae; Hydropsychidae, Psychomyidae; Dytiscidae, Gyrinidae; Haliplidae; Hydrophilidae, Dryopidae, Noteridae;Mesoveliidae, Nepidae, Naucoridae, Notonectidae, Pleidae, Corixidae, Veliidae; Tipulidae; Hydrobiidae; Lestidae, Libellulidae; Spionidae, Nereidae, inne Polychaeta | 5         |
| muchówki; ślimaki; małże | Ceratopogonidae, Ephydridae, Muscidae, Tabanidae; Valvatidae, Planorbidae; Sphaeriidae | 4         |
| pijawki; skorupiaki, wielkoskrzydłe; muchówki; ślimaki                                                                         | Glossiphoniidae, Hirudinidae, Erpobdellidae, Haemopidae; Asellidae; Sialidae; Chironomidae, Ptychopteridae, Stratiomyidae; Ancyllidae, Lymnaeidae, Physidae | 3         |
| skąposzczety; muchówki | Oligochaeta; Culicidae | 2         |
| muchówki | Syrphidae, Psychodidae | 1         |

Polski indeks biotyczny stał się jednym ze wskaźników służących do oceny jakości wód w Rozporządzeniu Ministra Środowiska z dnia 11 lutego 2004 r. w sprawie klasyfikacji dla prezentowania stanu wód powierzchniowych i podziemnych, sposobu prowadzenia monitoringu oraz sposobu interpretacji wyników i prezentacji stanu tych wód. Wśród proponowanych przez polskich bentologów systemów oceny w tym czasie była kombinacja polskiego indeksu biotycznego i zmodyfikowanego wskaźnika różnorodoności biologicznej Margaleffa. Wartości graniczne dla klas jakości wód wskaźnika BMWP-PL obowiązujące w rozporządzeniu z 2004 r. przedstawia poniższa tabela:
| Klasa | Wartości BMWP-PL |
| ----- | ---------------- |
| I     | >100             |
| II    | 70–99            |
| III   | 40–69            |
| IV    | 10–39            |
| V     | <10              |
Następnie obowiązujący w polskim systemie ocenie jakości wód wskaźnik stanu zoobentosu rozbudowano, a wskaźnik BMWP-PL stał się jednym ze wskaźników cząstkowych Polskiego
Wielometrycznego Wskaźnika Stanu Ekologicznego Rzek (MMI).